# Trasa Wschodnia w Toruniu
Trasa Wschodnia w Toruniu – częściowo ukończona droga główna ruchu przyspieszonego, łącząca południowe osiedla Torunia z północnymi.
Oddany do użytku odcinek Trasy Wschodniej rozpoczyna się na placu Daszyńskiego, przechodzi przez most gen. Elżbiety Zawackiej i kończy na rondzie płk. Pileckiego, położonego na skrzyżowaniu Trasy Wschodniej i ulicy Łódzkiej. Most oddano do użytku 9 grudnia 2013 roku.
W planach jest budowa 4-5 km odcinka Trasy od placu Daszyńskiego do ulicy Grudziądzkiej. Plany zakładają budowę m.in. węzła Trasy Wschodniej z Trasą Prezydenta Władysława Raczkiewicza, węzła z ul. Grudziądzką, estakadę nad ulicą Polną. Koszt budowy odcinka w 2018 roku oszacowano na ok. 600 mln złotych. Do stycznia 2023 roku nie rozpoczęto II etapu budowy ze względu na brak pieniędzy.